# Sombras en una batalla
Sombras en una batalla è un film del 1993 diretto da Mario Camus.